# Klimatológia

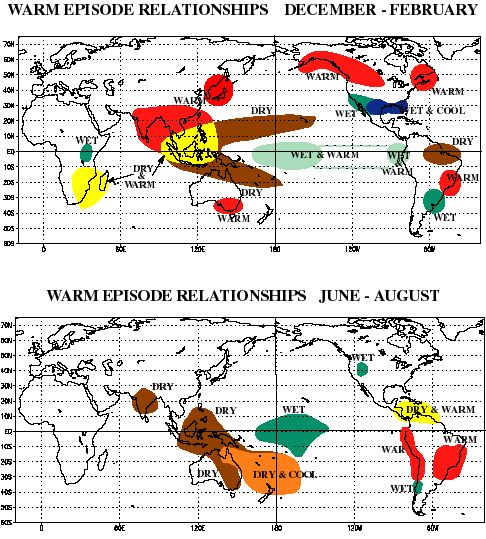
Az El Niño hatásai

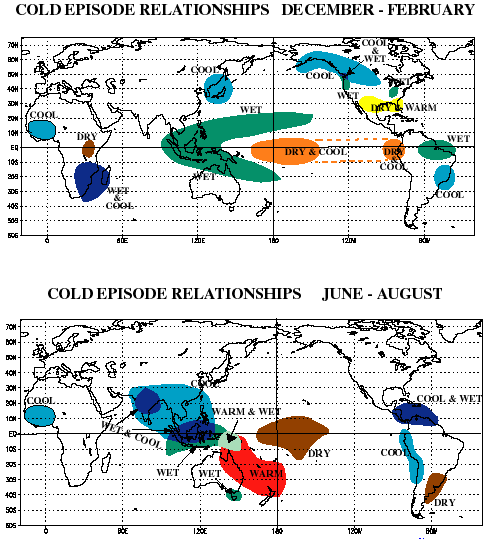
A La Niña hatásai

Az éghajlattan (klimatológia) az éghajlattal (klíma), tehát az időjárás hosszú távú változásaival, a légköri jelenségek, fizikai és fizikai kémiai folyamatok statisztikai elemzésével foglalkozó tudományág. Ekként alapvetően a meteorológia része, de egyes részei jobban kapcsolódnak más tudományterületekhez (például a klímatörténet a történeti földtanhoz). Kiemelten vizsgálja a levegő hőmérsékletét, áramlásait és páratartalmát, a légkör energiaállapotát.

## Részterületei, kapcsolatai más tudományokkal
Elméleti ágai közé tartozik:
- a klimatográfia,
- a klímadinamika,
- a paleoklimatológia (őséghajlattan, klímatörténet).

Fontosabb rokon kutatási területek:
- történeti földtan,
- oceanográfia.

## Története
A klímáról az első megállapítások Hippokratész Levegő, vizek és helyek című munkájában olvashatók. Az ókori görögök a Földet öt éghajlati övre osztották: egy forróra, két mérsékeltre és két hidegre. A görög, római és a korai arab klimatológiai ismereteket egy ismeretlen arab szerző Az ősi nemzetek kronológiája című könyvben foglalta össze. A 15. században a nagy földrajzi felfedezések tovább gazdagították a klimatológia tudományágát. 
A középkorig a krónikák főleg a szélsőséges időjárási eseményekről számoltak be. A reneszánsztól különösen sok információt rögzítettek a levelek és naplójegyzetek. Ebben az időben az asztrológia rendkívüli népszerűsége miatt az hitték, hogy a legkülönfélébb események okai az úgynevezett „külső szférákban” keresendők, és azok a csillagok, illetve bolygók helyzetéből, együttállásaiból előrejelezhetők. Az időjárásról írt naplójegyzetek különösen azután váltak népszerűvé, hogy Regiomontanus csillagászati naptárában üres sorokat hagyott külön az ilyen feljegyzések számára. Az asztrológiai adatokat a feljegyzett időjárási eseményekkel 15 év naplóvezetése után először Kilian Leib Ágoston-rendi kanonok vetette egybe, és nem talált közöttük kapcsolatot (Behringer, p. 24.). 
Természetesen hasonlóan negatív eredményre jutottak a későbbi próbálkozók is; a kis jégkorszak éghajlatát ma is használható módon jellemzik Wolfgang Haller zürichi teológus 1545–1576 között vezetett feljegyzései. A legkülönfélébb forrásokból származó és a középkor, illetve koraújkor éghajlatára utaló szövegeket dokumentatív hajlamú kutatók, így Christian Pfister svájci társadalomtörténész és Rüdiger Glaser német térképész nagy adatbankokba gyűjtötték össze. Ezek az adatbankok annyira részletesek, hogy adataikból (Európára, illetve egyes részeire) konkrét időjárási térképek is szerkeszthetők.
1612-ben kezdték használni a hőmérőket, 1643-ban a barométert. 1664-ben kezdtek el rendszeresen meteorológiai adatokat mérni. 1928-tól a mérésekhez rádiószondákat, majd 1960-tól műholdakat használnak.
A világ 1918-ban ismerte meg a Köppen-féle klímaosztályozást, 1931-ben a Thornthwaiter-féle klímaosztályozást.